# Teatro Simón Bolívar
El Teatro Simón Bolívar es un complejo cultural y teatral localizado en el Municipio Libertador del Distrito Capital. Se ubica específicamente en el edificio Rialto cerca de la Casa Amarilla, el edificio La Francia y la Plaza Bolívar de Caracas.
El espacio empezó su historia como el «Cine Princesa», siendo inaugurado el 3 de octubre de 1917, siendo renombrado como «Cine Rialto» en 1919. Fue cerrado en 1941 y reabierto en 1943. Pero luego durante años fue afectado por el deterioro, por lo que se decidió reconstruirlo, modificarlo y ampliarlo como el actual Teatro Simón Bolívar, siendo reinaugurado el 18 de diciembre de 2013 por parte de las autoridades del Distrito Capital y de la alcaldía del Municipio Libertador de Caracas.
Posee 679 butacas adornadas con símbolos alegóricos al Libertador Simón Bolívar, 504 puestos en el Balcón y adicionalmente tiene disponible una sala de usos múltiples con capacidad para 175 personas. El espacio además tiene áreas habilitadas para exposiciones.